# Trèfle alpin
Trifolium alpinum
Espèce
Classification phylogénétique
Statut de conservation UICN

 LC  : Préoccupation mineure
Le trèfle alpin (Trifolium alpinum L.), appelé aussi trèfle des Alpes ou réglisse des montagnes, est une espèce de plantes à fleurs de la famille des Fabaceae. C'est une petite plante très basse, formant parfois d'importantes touffes. On le rencontre exclusivement en montagne au-dessus de 1 000 m d'altitude. Ses fleurs roses sont odorantes, et sa racine sucrée, à goût de réglisse, constitue une petite friandise lors de balades ou de randonnées (on peut aussi en faire des décoctions recommandées pour les maladies des bronches). Il appartient au genre Trifolium et à la famille des Fabacées (ou Légumineuses). On en connaît deux variétés :
- var. alpinum
- var. nanum Rouy 1899

On considère que cette plante fait partie de la flore obsidionale de France.

## Description

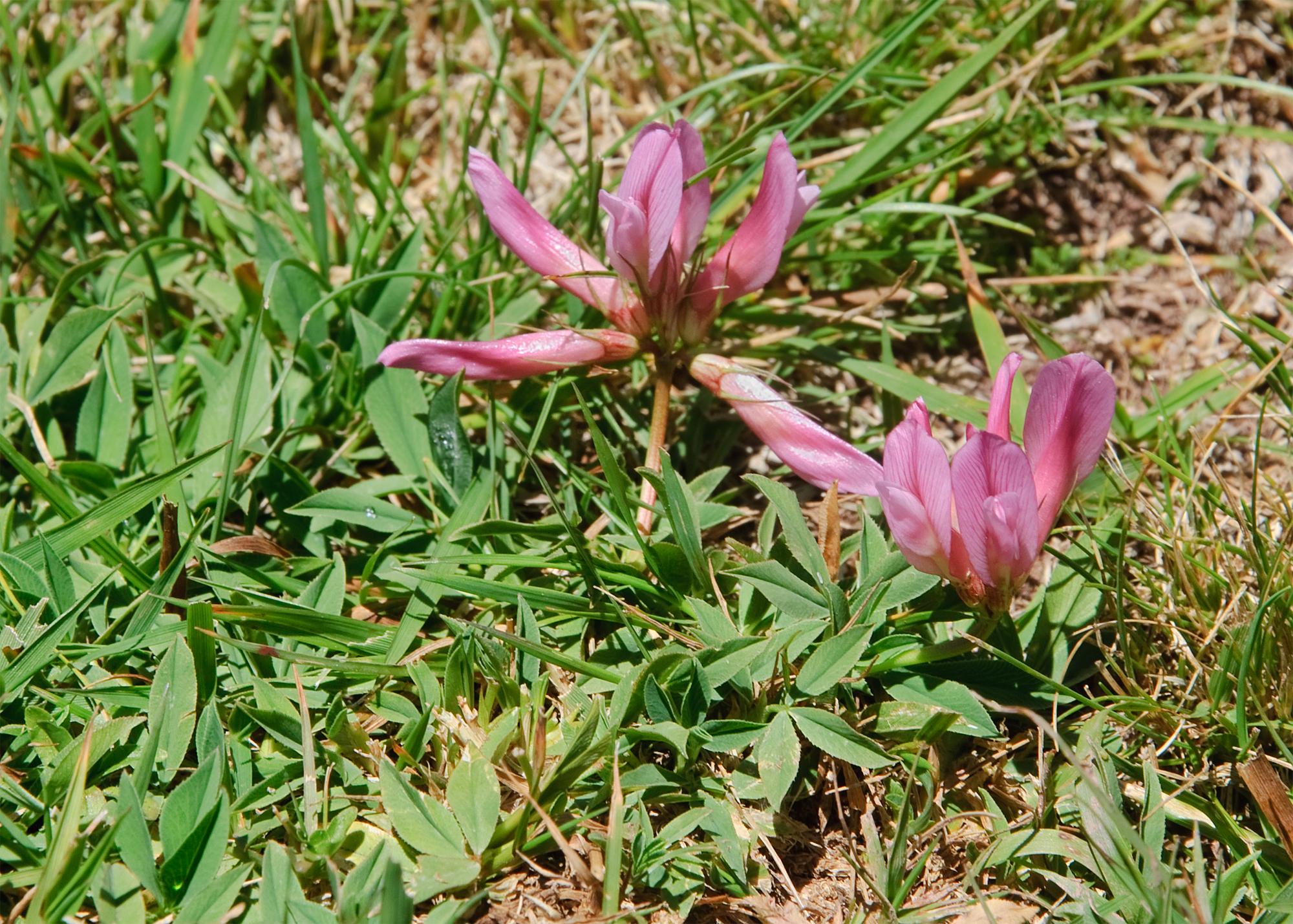
Trifolium alpinum, habitat.

### Habitat et écologie
C'est une plante vivace poussant en montagne de 1100 à 3 000 m, commune dans les Alpes et les Pyrénées, ainsi que dans le Massif central. On la rencontre sur sol siliceux (prés secs, pelouses, rocailles). La floraison a lieu de juin à août.

### Morphologie générale et végétative
C'est une plante herbacée glabre, très basse (5 à 20 cm), en touffes. Les feuilles sont presque toutes basales (tige pratiquement inexistante), avec un  pétiole à deux stipules étroites et pointues. Les trois folioles sont longues et étroites, lancéolées, parfois linéaires.

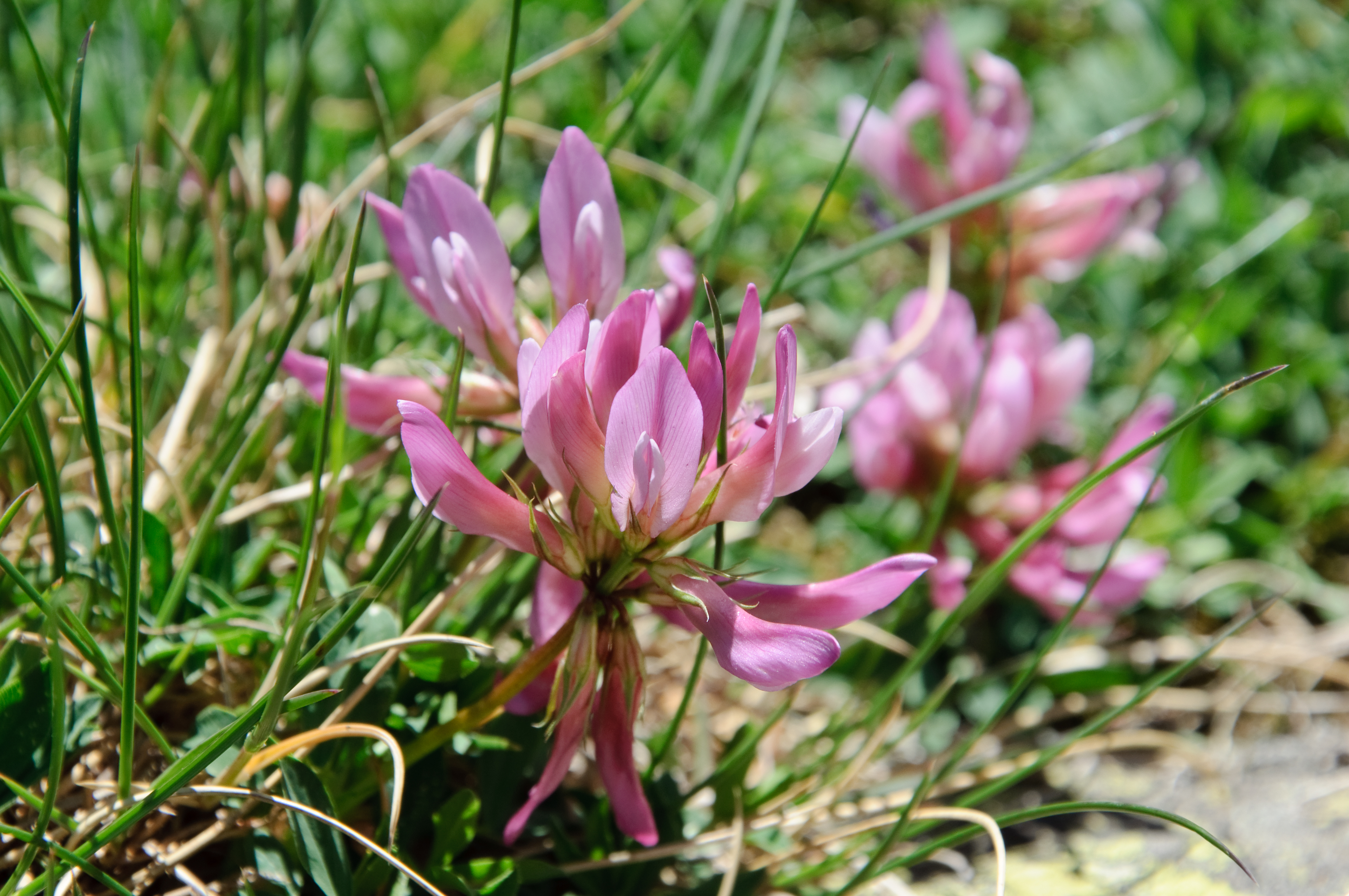
Fleurs de Trifolium alpinum.

### Morphologie florale
Les fleurs sont hermaphrodites, groupées en têtes assez lâches. Ces têtes sont solitaires à l'extrémité d'un pédoncule assez long et portent de 3 à 12 fleurs. En général, les fleurs sont roses, mais on rencontre parfois des fleurs crème ou blanches. Le calice est petit à dents étroites et de longueur inégale. La corolle est assez grande (2 cm environ) à pétales parfumés. La pollinisation est réalisée par les insectes.

### Fruit et graines
Le fruit est une petite gousse enveloppée par les restes fanés de la corolle. La dissémination est épizoochore.

## Phytochimie
Les fleurs de T. alpinum émettent un parfum puissant, décrit comme agréable et épicé,. Cet arôme est le résultat d'un mélange complexe de composés organiques volatils. La recherche sur les pâturages dominés par l'espèce a montré que son profil volatil est inhabituellement riche pour un membre de la famille des Fabaceae, généralement considérée comme pauvre en de tels composés. Les tissus de la plante contiennent également une variété de composés phénoliques non volatils, incluant des flavonoïdes, des isoflavones et des clovamides.

## Écologie
Le parfum prononcé de la plante est une adaptation multifonctionnelle à son environnement de haute altitude. En tant qu'espèce auto-incompatible, elle dépend entièrement des insectes pour la pollinisation et la production de graines. L'odeur puissante agit comme un signal chimique à longue portée pour attirer les pollinisateurs, en particulier les abeilles domestiques et les bourdons.
Les mêmes composés volatils qui produisent le parfum peuvent également servir de] pour dissuader les herbivores. De plus, la production de ces métabolites secondaires (terpènes et phénols) est une réponse physiologique aux niveaux élevés de stress abiotique, comme le rayonnement ultraviolet intense, caractéristique des hautes altitudes,.

## Utilisations
Le trèfle alpin est une plante fourragère nutritive et digestible pour le bétail, y compris les vaches, les moutons, les chamois et les marmottes. En raison de sa racine pivotante très profonde et de sa capacité à fixer l'azote, il est également utilisé dans des projets de restauration écologique pour stabiliser les sols sur les pentes érodées en haute altitude.
En ethnobotanique, la racine de la plante, au goût sucré de réglisse, était traditionnellement consommée comme une friandise. Dans la médecine populaire germanique (Volksmedizin), une décoction de la racine était utilisée pour traiter les affections thoraciques.

### Influence sur les produits laitiers
Lorsque T. alpinum est brouté par le bétail, ses constituants chimiques uniques sont transférés au lait et aux produits laitiers qui en résultent. Les composés volatils de la plante confèrent un arôme et une saveur distincts, un phénomène confirmé par des études utilisant des capteurs électroniques capables de différencier le lait en fonction du type de pâturage. De plus, le profil spécifique des acides gras et des hydrocarbures du trèfle sert de biomarqueur chimique fiable dans le fromage. Les fromages issus du lait de vaches ayant pâturé sur des prairies de T. alpinum peuvent être identifiés par leur teneur plus élevée en acides gras à chaîne impaire (C15, C17) et un rapport caractéristique d'hydrocarbures C29/C27. Ce transfert direct de composés de la plante au produit valide scientifiquement le concept de terroir, où la flore locale contribue aux qualités sensorielles uniques et prisées des fromages alpins régionaux,.